# Mircea (1938)
Mircea je třístěžňový bark postavený v roce 1938 v Hamburku loděnicemi Blohm & Voss jako školní plavidlo pro Rumunské námořnictvo. Její konstrukce je založena na úspěšných plánech lodi Gorch Fock, a byla poslední v třídě skládající se ze čtyř plachetnic. Loď je pojmenována podle valašského knížete Mircey. Po druhé světové válce byla krátkodobě převzata SSSR, ale později navrácena Rumunsku. V roce 1966 prodělala rekonstrukci v mateřské loděnici Blohm & Voss.
Rumunské námořnictvo před ní v letech 1882 až 1944 provozovalo starší loď shodného jména.

## Specifikace
(údaje podle)
- Délka na úrovni hladiny: 73,7 m
- Celková délka: 82,1 m
- Šířka: 12 m
- Výška: 42 m
- Ponor: 5,2 m
- Plocha plachet: 1800 m² (23 plachet)
- Posádka: 210
- Rychlost: 10 uzlů (cca 18,5 km/h)
- Motor: 809 kW (diesel)

## Sesterské lodě
- Gorch Fock I (1933, v letech 1951–2003 Tovaryšč)
- USCGC Eagle (1936, ex Horst Wessel)
- NRP Sagres (1937, ex Albert Leo Schlageter)
- Herbert Norkus (stavba zahájena 1939, nedokončena)
- Gorch Fock II (1958)

## Galerie

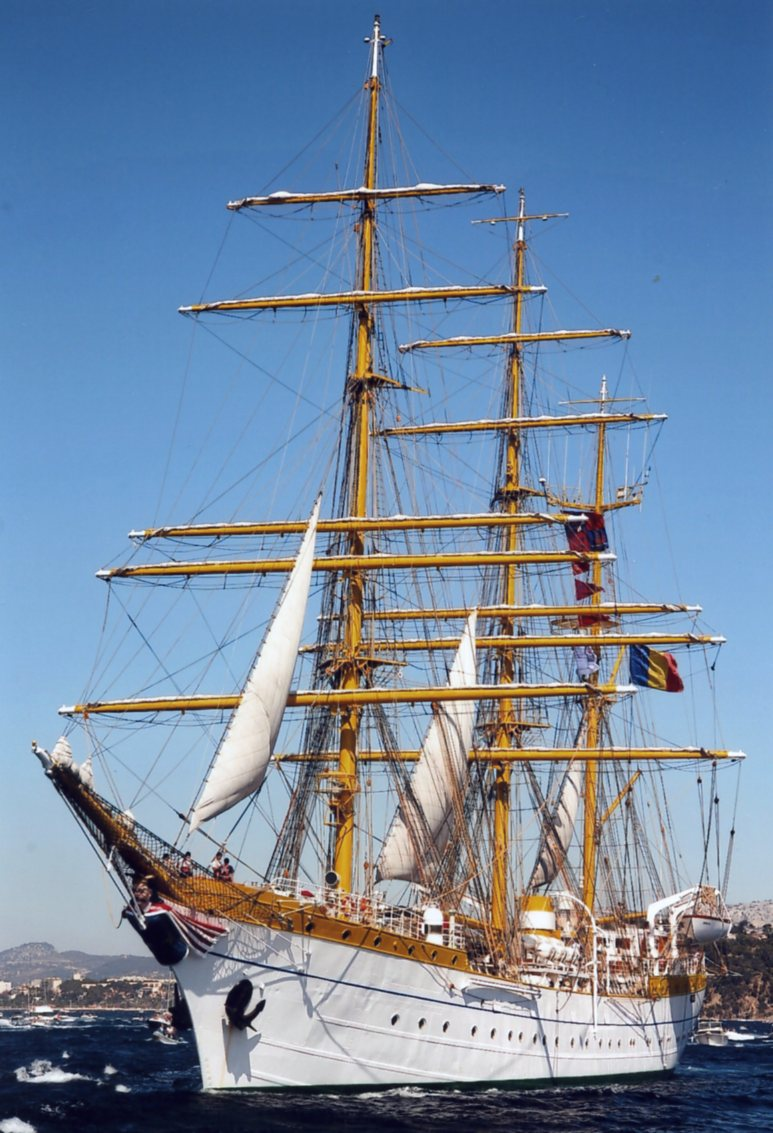
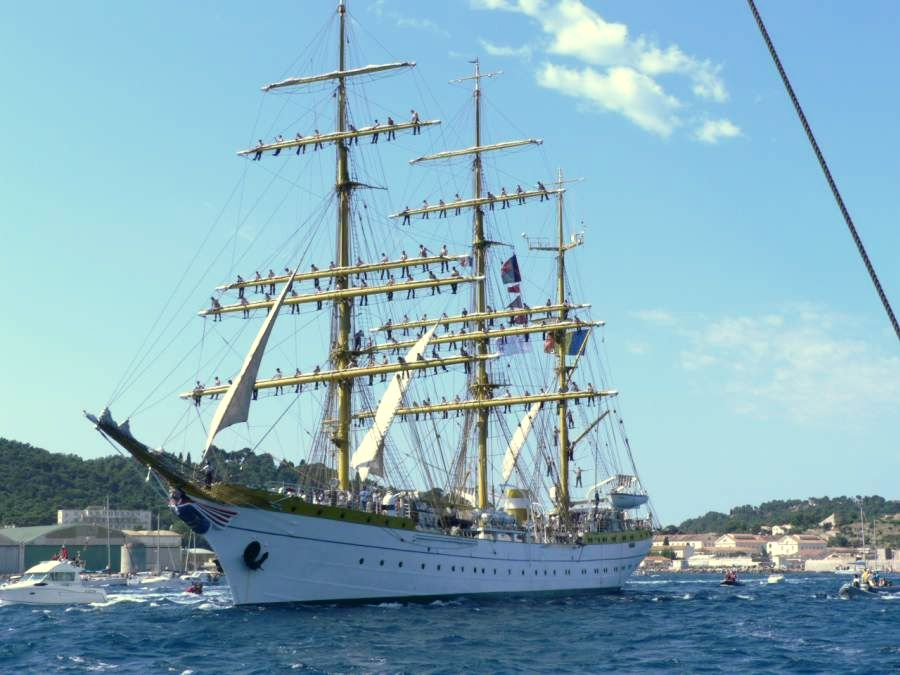
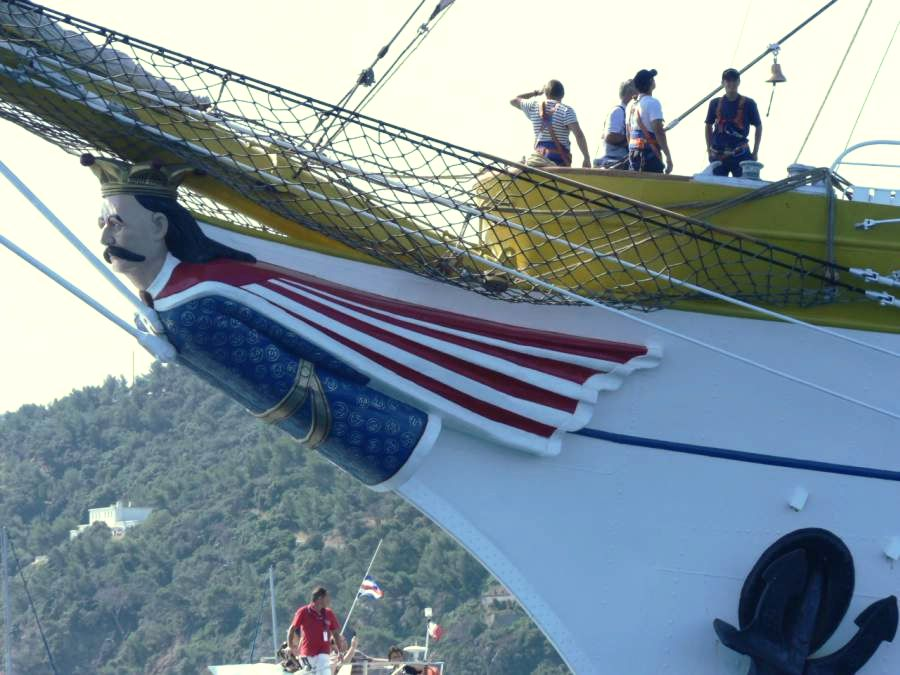

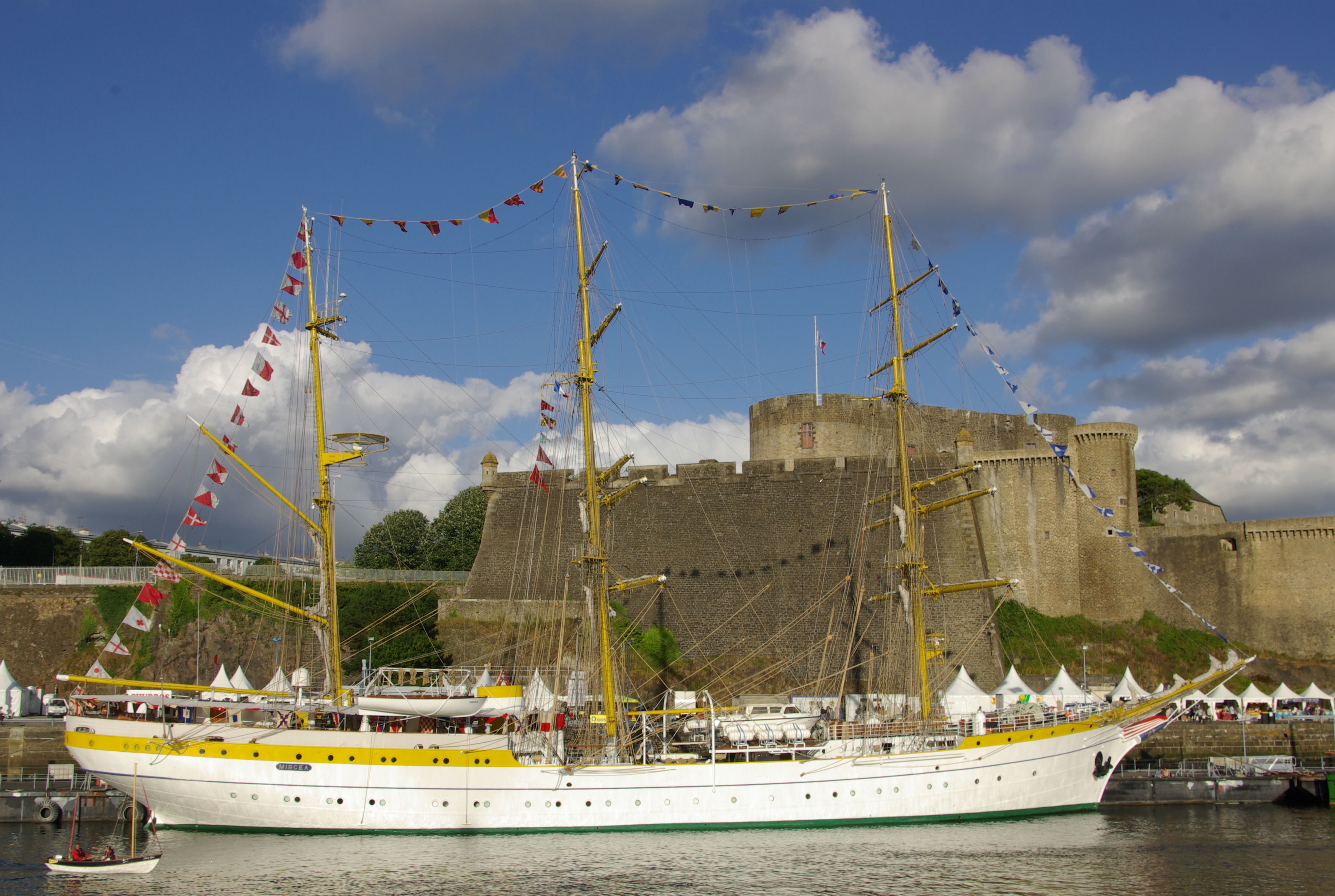
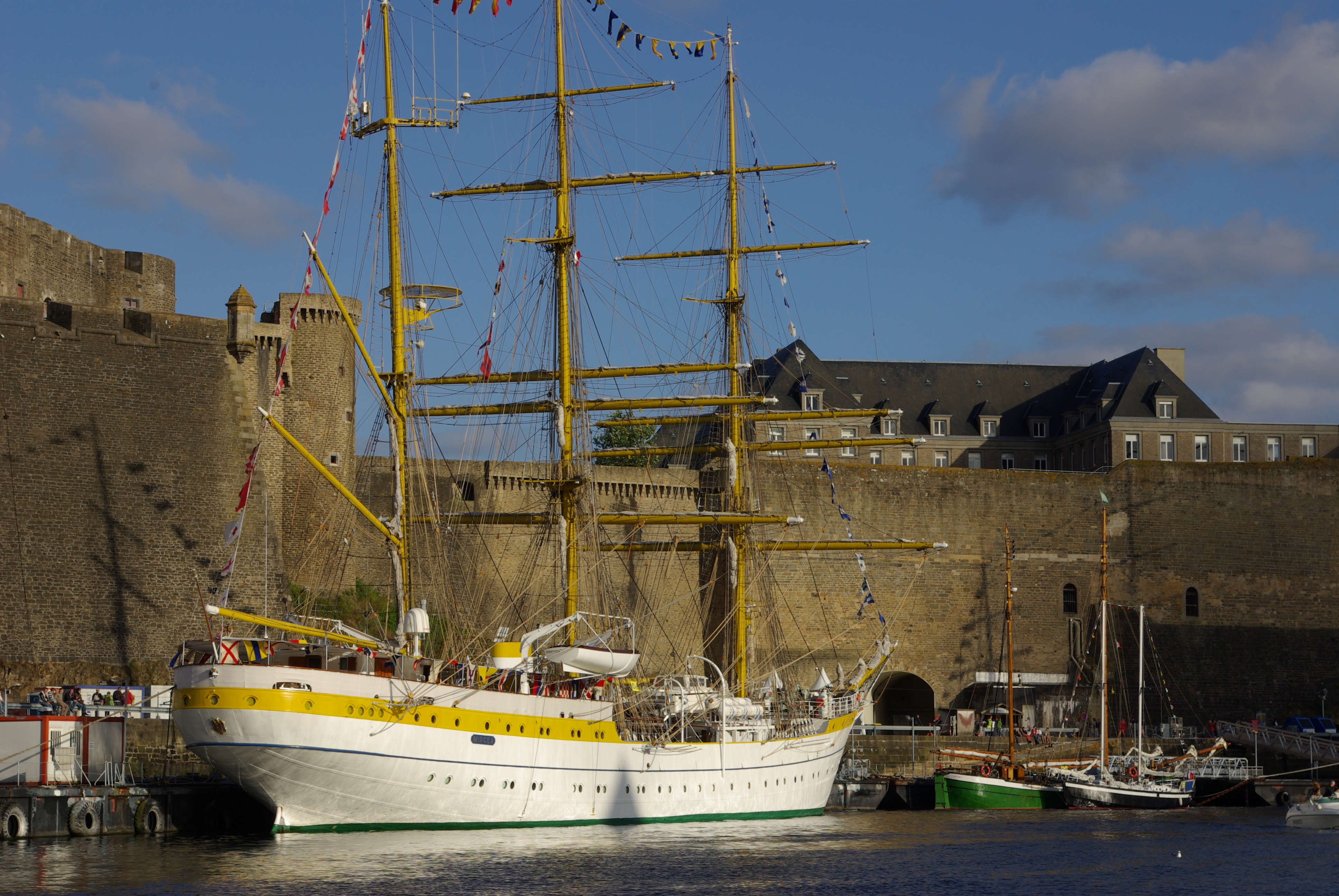

Mircea na závodech plnoplachetníků, Toulon 2007
Mircea v Brestu, 2008